# Фридрих III (Лотарингия)
Вижте пояснителната страница за други личности с името Фридрих III.

Фридрих III (на немски: Friedrich III; на френски: Ferry III de Lorraine, * 1238, † 31 декември от 1302 г. до ) от фамилията Дом Шатеноа, е херцог на Горна Лотарингия от 1251 г. до смъртта си.

## Живот
Той е единственият син на херцог Матиас II († 9 февруари 1251) и Катарина от Лимбург (* 1215, † 18 април 1255), дъщеря на херцог Валрам IV († 1226) херцог на Лимбург, и втората му съпруга Ермезинда II Люксембургска († 12 февруари 1247).
При смъртта на баща му Фридрих е малолетен и майка му води първите години регентството за него.
През 1249 г. баща му организира женитбата за Маргарете от Шампан († 1307), дъщеря на Теобалд I, крал на Навара, граф на Шампан (Дом Блоа) и на Маргарете от Бурбон (1211 – 1256). Фридрих III се жени през 1255 г. Бракът му води до сближаване на Франция с Лотарингия.
По време на неговото управление той се бие против епископа на Мец, докато папа Климент IV го отлъчва от църквата и поставя херцогството под интердикт.

## Деца
Фридрих и Маргарете имат децата:
- Теобалд II (1263 – 1312), негов наследник в Лотарингия
- Матиас († 1282), господар на Beauregard (Ain)
- Фридрих († 1299), епископ на Орлеан (1297 – 1299)
- Фридрих († ок. 1320), господар на Plombières, Romont и Brémoncourt
- Герхард (1317 доказан)
- Изабела († 1335), омъжена (I) Лудвиг III, херцог на Долна Бавария, (II) Хайнрих, господар на Sully, (III) Хайнрих IV, граф на Водемон († 1348)
- Катерина, господарка на Romont, омъжена от 1290 г. за Конрад III († 1350), граф на Фрайбург
- Агнес, омъжена за Йохан II († 1302), господар на Harcourt